# Burnsmiddag
Den här artikeln är helt eller delvis baserad på material från engelskspråkiga Wikipedia.
En Burnsmiddag är ett firande av poeten Robert Burns liv och poesi. Burns är upphovsman till många dikter på lågskotska. Middagarna hålls normalt på eller nära poetens födelsedag, 25 januari, som ibland kallas för Robert Burns Day eller Burns Night (lågskotska Burns Nicht) - alltså "Robert Burns-dagen" eller "Burnsafton" i svensk översättning. I princip kan Burnsmiddagar dock hållas när som helst på året.  
Burnsmiddagar är vanligast i Skottland och Nordirland, men förekommer överallt där det finns Robert Burns-sällskap, skotska sällskap, utlandsskottar eller entusiaster för Burns poesi. Det finns en särskilt stark tradition kring sådana middagar i Dunedin, den största staden på södra Nya Zeeland, som Burns brorson Thomas Burns var med och grundade.
De första middagarna hölls i Ayrshire vid slutet av 1700-talet av Robert Burns vänner på årsdagen av hans död, 21 juli. Ända sedan dess har de varit en regelbundet återkommande företeelse. Det första Burnssällskapet, känt som The Mother Club, grundades 1801 i Greenock av handelsmän födda i Ayrshire, varav en del hade känt Burns personligen. De höll sin första Burnsmiddag på vad de trodde var poetens födelsedag 29 januari 1802, men 1803 upptäckte de i kyrkböcker från Ayr att det korrekta datumet var 25 januari 1759,  och sedan dess har Burnsmiddagar hållits 25 januari, Burns födelsedag.
Burnsmiddagar kan vara både formella och informella. Oavsett vilket ingår typiskt sett haggis (en traditionell skotsk rätt som Burns hyllade i dikten Address to a Haggis), skotsk whisky och uppläsning av Burns poesi. Formella middagar hålls av sådana organisationer som Burnssällskap, frimurarna och s.k. "St. Andrews Societies". (Aposteln Andreas är Skottlands skyddshelgon.) Ibland avslutas middagarna med dans (om damer är närvarande). För de formella middagarna finns ett särskilt, standardardiserat format som beskrivs i det följande.

## Ordning för middagen

### Kvällens början
Gästerna samlas och går runt och pratar med varandra som vid vilken informell fest som helst.

### Värdens välkomsttal
Värden säger några ord, hälsar alla välkomna till middagen och förklarar kanske anledningen till att den hålls. Tillställningen förklaras öppnad.
Gästerna sätter sig och man ber bordsbön. Oftast använder man då "The Selkirk Grace", en välkänd måltidsbön på skotska. Bönen har hävdats vara skriven av Burns, men var känd redan på 1600-talet som The Galloway Grace eller "The Covenanters' Grace". Den kom att kallas för "The Selkirk Grace" eftersom Burns sades ha framfört den vid en middag som hölls av earlen av Selkirk.
Middagen inleds sedan med soppa. Oftast är det en skotsk soppa som s.k. "Scotch Broth" (skotsk buljong), potatissoppa eller Cock-a-Leekie.

### Haggisen gör entré
Alla står upp när huvudrätten tas in. Denna är alltid en haggis på ett stort fat. Den förs oftast in av kocken, i allmänhet medan en säckpipeblåsare spelar. Haggisen läggs ner vid värdens bord. Värden, eller kanske en talangfull gäst, reciterar sedan "Address to a haggis".

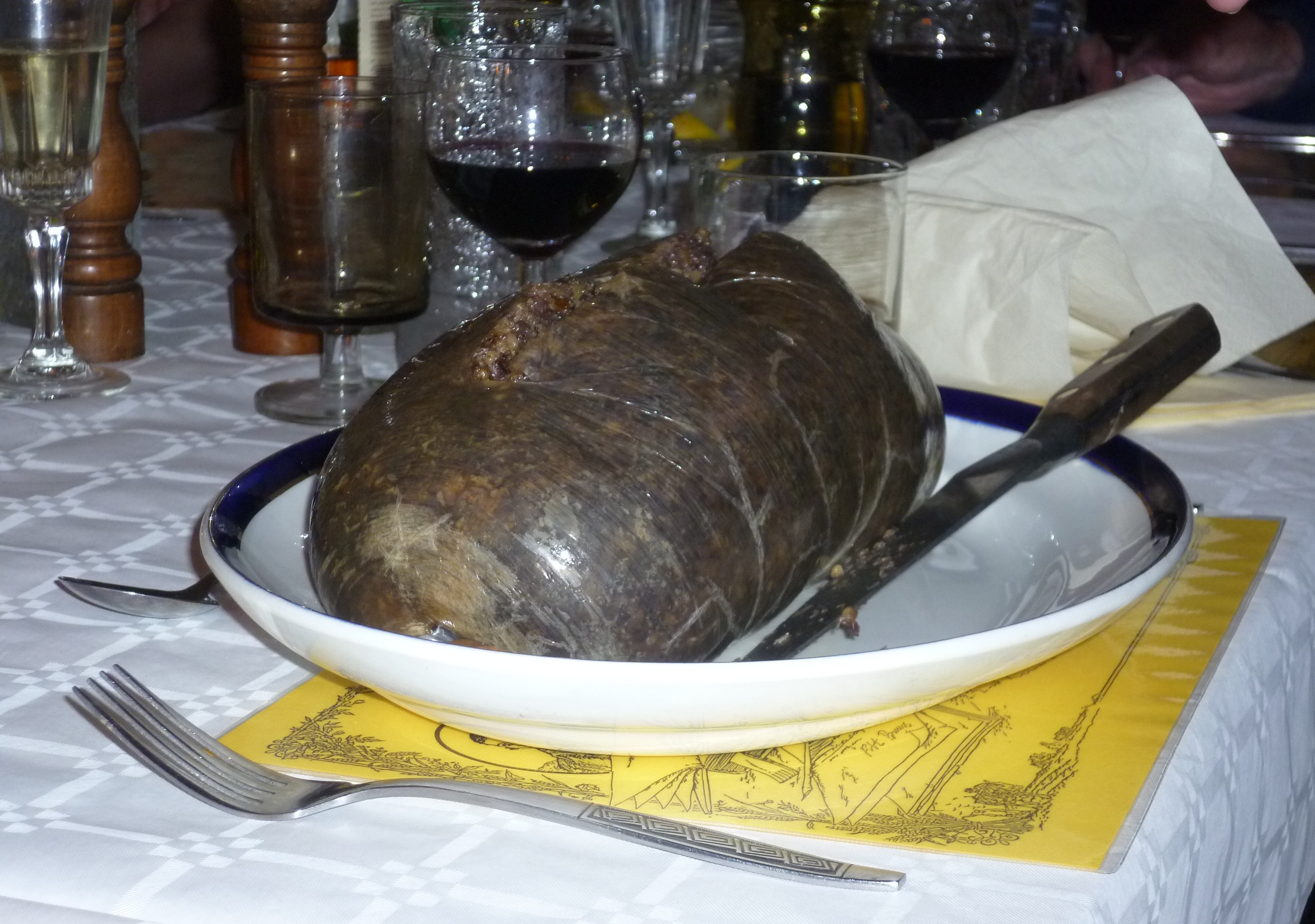
En haggis.

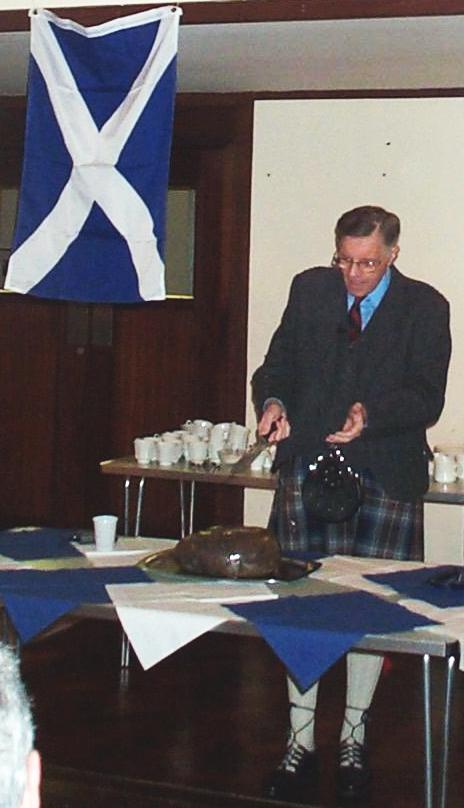
Adresserande haggisen.

Vid en viss rad i dikten brukar den som läser dra och rengöra en kniv, för att sedan vid en annan rad köra ner den i haggisen och skära upp den från en sida till den andra. Denna "ceremoni" ses betraktas av en del som kvällens höjdpunkt, förutsatt att den utförs på rätt sätt.

### Middag

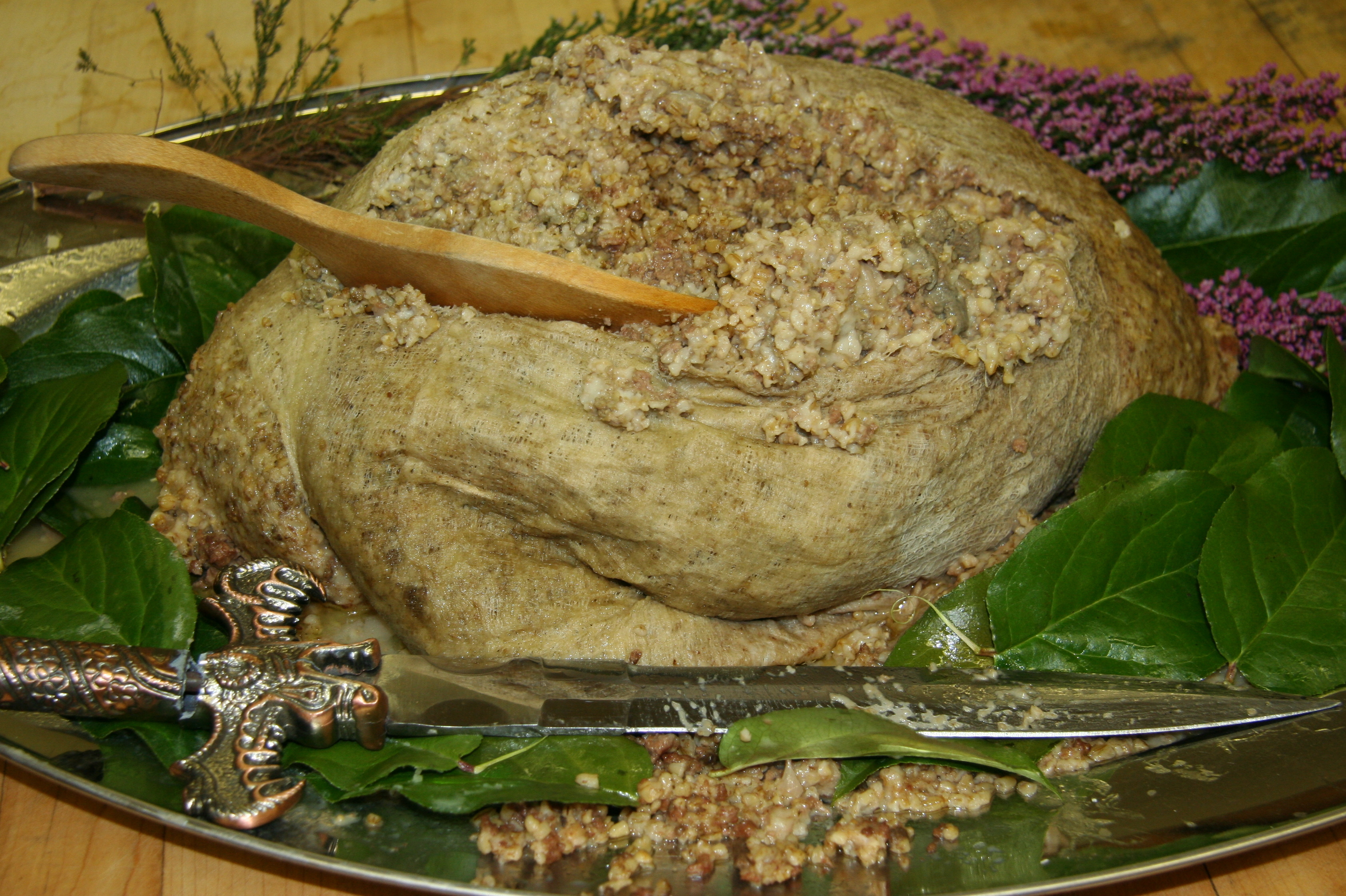
En haggistallrik vid en Burnsmiddag i USA

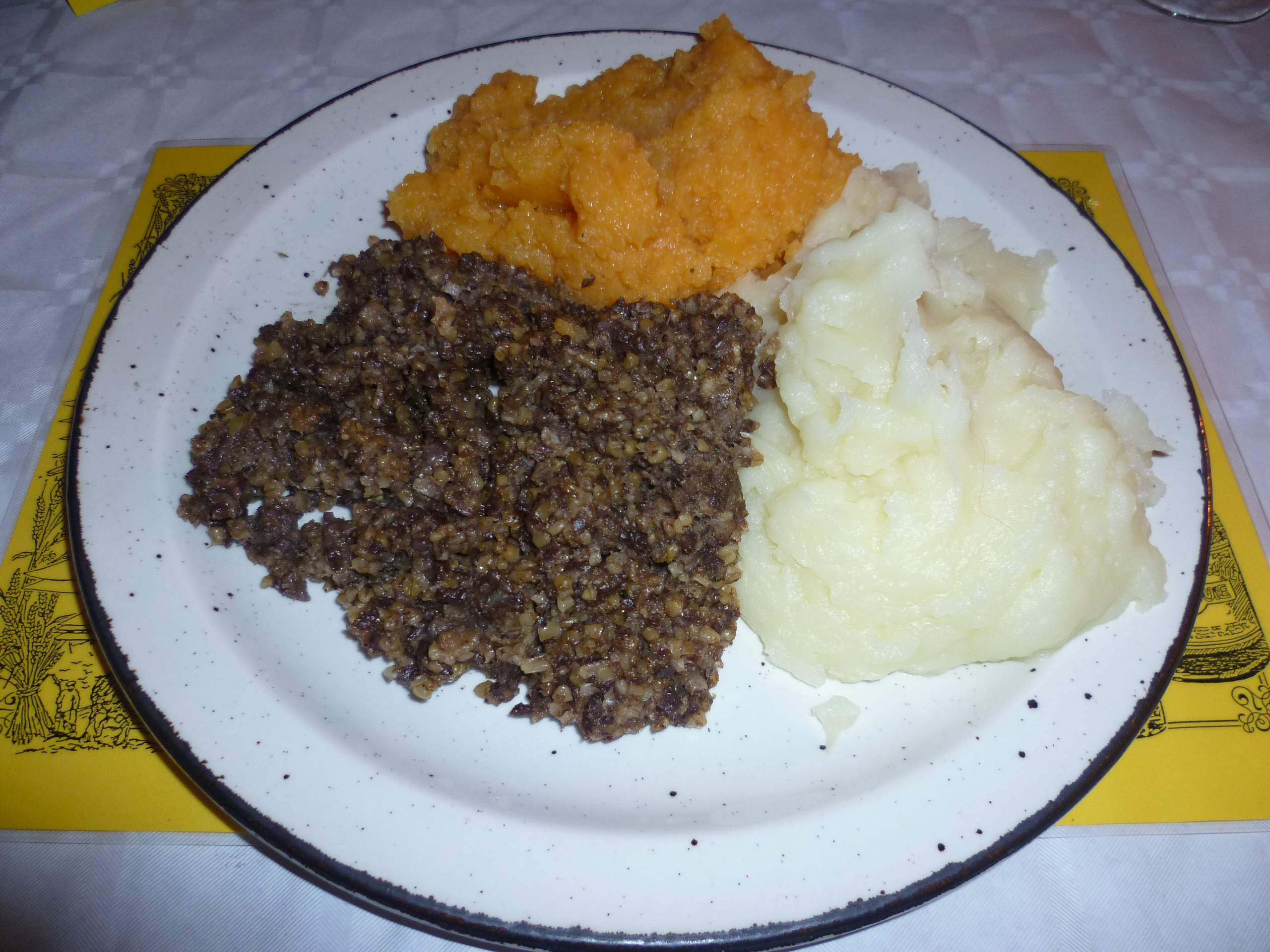
Haggis med "tatties an' neeps" (potatis och kålrot)

När dikten lästs till slut utbringas en skål i skotsk whisky till haggisen varefter sällskapet sitter ner för att äta. Haggisen serveras traditionellt med "neeps an' tatties", alltså potatismos (tatties) och mosad kålrot (neeps). Dessert, ostar, kaffe o.s.v. kan också ingå i måltiden. Normalt används traditionella skotska recept. Efterrätten, till exempel, kan vara cranachan eller "Tipsy Laird" (en "trifle" med whisky) följt av havrekakor och ost. Till alltsammans dricker man "livets vatten" (uisge beatha) – skotsk whisky.
När man kommit fram till kaffet framförs diverse tal och skålar. De viktigaste är de följande.

### "Immortal memory" (Odödligt minne)
En av gästerna håller ett kort tal, där man påminner om någon aspekt av Burns liv och verk. Talet kan vara lättsamt eller djupt allvarligt. Det rekommenderas att talet förbereds med tanke på den publik som kommer att vara på plats.
Alla dricker en skål till Robert Burns.

### Appreciation (Uppskattning)
Normalt säger värden några ord och tackar den föregående talaren för talet. Värden kan då också kommentera olika saker som tagits upp i detta.

### Toast to the Lassies (Skål till flickorna/kvinnorna)
Detta var ursprungligen ett kort tal från en manlig gäst för att tacka kvinnorna som tillagat måltiden. I dag täcker det betydligt mer än detta, typiskt med en del om den manlige talarens syn på kvinnor. Det är normalt menat att vara underhållande utan att väcka anstöt. Talaren kan ha en särskild anledning att tänka på det sistnämnda i och med att det följer ett svar från "flickorna" i fråga.
Männen dricker en skål för kvinnornas goda hälsa.

### Reply to the Toast to the Lassies (Svar på "the Toast to the Lassies")
Detta kallas ibland, lite humoristiskt, för "The Toast to the Laddies" (alltså ungefär "Skålen till killarna"), och liksom den nyssbeskrivna skålen till "the lassies" kan den i dag omfatta ganska mycket. En kvinnlig gäst för fram sina åsikter om män och svarar på enskilda punkter som tagits upp av den föregående talaren. Liksom för det föregående talet gäller att meningen är att detta ska vara underhållande utan att väcka anstöt. Ganska ofta samarbetar de talare som framför denna skål och den föregående så att deras tal fungerar så bra som möjligt tillsammans.

### Andra skålar och tal
Om så önskas kan fler tal och skålar följa. Inte ovanligt är till exempel att man skålar för den plats eller det land där middagen hålls.

### Verk av Burns
Efter talen kan man sjunga sånger av Burns -- Ae Fond Kiss, Parcel O' Rogues, A Man's a Man, etc. — och recitera ytterligare poesi -- To a Mouse, To a Louse, Tam O' Shanter, The Twa Dugs, Holy Willie's Prayer, etc.  De som framför verken kan vara inbjudna experter eller vanliga gäster. Detta håller på så länge gästerna önskar, och förutom Burns egna verk framförs gärna verk av poeter som influerats av honom, särskilt om de skriver/skrev på lågskotska. Utländska gäster kan också ombes att framföra verk från sina egna länder.

### Avslutande
Till sist ber värden en av gästerna att framföra gästernas tack (vote of thanks). Därefter blir alla ombedda att stå upp, hålla varandra i händerna och sjunga  Auld Lang Syne och därmed avsluta kvällen.